# Израильско-исландские отношения
Израильско-исландские отношения — двусторонние международные дипломатические, экономические, политические, военные, культурные и иные отношения между Исландией и Израилем.
Между Исландией и Израилем установлены дипломатические отношения, которые были оформлены в 1949 году сразу после того, как островное государство признало Израиль. По состоянию на 2005 год израильское посольство в Норвегии аккредитовано на Исландию, а у Исландии есть консульство в Тель-Авиве. Послом Израиля в Исландии был Рафаэль Шутц.

## История
Отношения между Израилем и Исландией начались в феврале 1949 года, когда Исландия признала Израиль де факто. В конце 1964 года премьер-министр Исландии Бьярни Бенедиктссон посетил Израиль.
В мае 1961 году министр иностранных дел Израиля Голда Меир посетила Исландию. Она провела переговоры со своим исландским коллегой Гудмондоором Гудмундсоном, который отметил, что отношения между двумя странами всегда были особенно сердечными.
Согласно израильскому статистическому бюро, в 1961 году израильский экспорт в Исландию составил $141 тыс., а импорт $253 тыс. В 1960 году экспорт составил $1,235 млн, однако импортировано не было ничего.
После инцидента с Мави Мармарой в 2010 году Исландия объявила, что рассматривает возможность порвать дипломатические отношения с Израилем, но в итоге не сделала этого. 
В 2011 году министр иностранных дел Исландии объявил, что признаёт независимость Палестины, а после операции «Облачный Столп» была проведена демонстрация перед посольством США в Рейкьявике в качестве протеста против действий Израиля.
В первую неделю проведения операции «Нерушимая скала» глава исландского МИДа заявил: «Мы осуждаем любое насилие в регионе и это непосредственное требование к Израилю остановить насилие в Газе, которое ведет к трагедии гражданского населения сектора.» 
16 сентября 2015 года городской совет Рейкьявика проголосовал за торговый бойкот Израиля, однако правительство этой страны дистанцировалось от этого решения и заявило, что оно бойкот не поддерживает. На следующий день министр иностранных дел Исландии заявил, что «решение городского совета не отражает отношения Исландии к Израилю». Ещё через несколько дней решение о бойкоте было отозвано.

## Торговые отношения
В ноябре 2018 года израильский министр экономики Эли Коэн посетил Швейцарию, где помимо прочего подписал договор о расширении соглашения о свободной торговле со странами Европейской ассоциации свободной торговли (ЕАСТ) — Швейцарией, Норвегией, Исландией и Лихтенштейном. Первый договор между Израилем и ЕАСТ был подписан в 1992 году, а настоящее расширение распространяется в том числе на снижение и отмену пошлин на свежие и переработанные продукты питания.

## Культурные отношения
На международном музыкальном конкурсе «Евровидение» в 2019 году в Израиле Исландию представляла группа «Hatari», известная своей жёсткой критикой политики еврейского государства. Музыкальное трио представило в Тель-Авиве свою песню «Hatrið Mun Sigra» («Ненависть восторжествует»). Музыканты заявили, что считают своё выступление в Израиле абсурдным, однако хотят использовать его для критики в адрес этой страны.

## Организации
В Рейкьявике работает организация «Zion friends of Israel», являющаяся исландско-израильским обществом дружбы.